# Алберт Еделфелт
Густав Алберт Аристид Еделфелт (на финландски език – Albert Gustaf Aristides Edelfelt) е финландско-шведски художник.

## Биография
Роден е в Порвоо, Финландия. Баща му Карл Алберт е архитект. В младежките си години Алберт Еделфелт се възхищавал на поета Юхан Лудвиг Рюнебери, който е бил приятел на семейството. Компанията на Рунеберг трайно въздействие върху Алберт Еделфелт, които от време на време се обръща към сцени от финската история, които вплита в илюстрациите на творбите му.
Алберт продължава да илюстрира Рунеберг, в епическата поема за разказите на мичман Стал. Малко по-късно учи изкуство последователно в Антверпен (1873 – 1874), Париж (1874 – 1878) и Санкт Петербург (1881 – 1882).
Жени се за баронеса Елан де ла Шапел през 1888 година, като двамата имат едно дете.
Еделфелд е един от първите фински художници, постигнали международна известност. Неговите творби имат значителен успех в Париж, и той става един от основателите на движението на Реалистите в изобразителното изкуството във Финландия.
Той повлиява на няколко млади фински художници, помагайки на млади колеги (като Аксели Гален-Калела), да направят пробив в Париж.

## 150-годишнина
Алберт Еделфелд е избран като главен мотив на финландските монети, в чест на 150-а годишнина от рождението му. Златна монета, със стойност 100 € е сечена през 2004 година, като на обратната страна на монетата е изобразено релефно лицето на художника.

## Известни творби
- A Child's Funeral (1879)
- Virginie (1883)

## Галерия
- Под брезите, 1881
- Дама с чадър
- В морето
- Кралица Бланка, 1877
- Duke Karl. Insulting the Corpse of Klaus Fleming, 1878
- Момичетата в лодката
- Парижка дама в пеньоар
- Лято, 1883
- Момчета, играещи на брега, 1884
- „Луи Пастьор в своята лаборатория“, 1885
- Люксембургската градина, 1887
- Христос и Мария Магдалена, финландска легенда, 1890
- Порт Копенхаген, ок. 1890
- Две жени с пране, 1893